# Das Geheimnis um die Seelenpest
Das Buch Das Geheimnis um die Seelenpest wurde von Jürgen Seidel geschrieben. Es ist im Jahr 2004 bei Beltz & Gelberg erschienen. Der Roman hat 293 Seiten und ist in 39 Kapitel eingeteilt.

## Historischer Hintergrund
Der Roman spielt in London im 16. Jahrhundert, damals regierte der König Heinrich VIII. Es herrschte noch die Drei-Stände-Ordnung aus dem Mittelalter. Alles war streng unterteilt, der Adel und der Klerus beachteten die Bürger gar nicht. Deswegen war die Beziehung zwischen den Hauptfiguren des Romans Andrew und Margaret schwer aufrechtzuerhalten, da beide jeweils aus unterschiedlichen Schichten stammen, nämlich 3. und 2. Stand. Die damalige Glaubensansicht war sehr streng, Leute, die eine andere Meinung vertraten, erhielten schwere Strafen, nicht selten den Tod.

## Handlung
Der Roman beginnt damit, dass der Protagonist Andrew Whisper im Bear Garden (Tierkampfarena) arbeitet. Er trifft sich später mit Margaret Morland, in die er verliebt ist. Raspale, der Margaret hergebracht hat, bringt die beiden zurück in die Stadt. Später redet Margaret mit ihrer Stiefmutter und ihrem Vater über Andrew. Nach einiger Zeit wird ein weiteres Opfer der vermeintlichen Seelenpest gefunden. Danach streiten sich Lady Alice und Thomas über die Atheismuskommission, die die Seelenpest untersuchen soll. Am nächsten Tag erholen sich Andrew und seine Freunde von der Strafe Präzeptor Cliffords und unterhalten sich. Nachdem sich Andrew mit Margaret getroffen hatte, wird sie von Aron Boggis, der hinter den Morden steckt, nach Hause begleitet. Andrew und Gregor beobachten Aron Boggis am nächsten Tag.
Thomas Morland wurde als Leiter der Atheismuskommission eingesetzt, die für die Aufklärung der Todesfälle zuständig ist. Sir Thomas wirkt nach der Befragung Johann Whispers immer bedrückter, da er sich selbst für seinen Tod verantwortlich fühlt.
Nach einigen Problemen trafen sich Andrew und Margaret in der Kirche, wo Andrew Magaret zu ihrer Verwunderung auf den Mund küsst. Nach dem Treffen wurde Magaret von Aron Boggis auf dem Befehl ihres Vaters in das Parlament gebracht und dort von Boggis über ihre Beziehung zu Andrew ausgefragt. Magaret ist nach dem Vorfall in der Kirche fest überzeugt schwanger von Andrew zu sein.
Andrew wurde von Clifford in sein Büro geschickt, wo er von ihm einen Stein erhält und in ein Geheimnis eingeweiht wird. Was er nicht weiß, Clifford hat von Thomas Morland einen Mordauftrag gegen Andrew erhalten. Doch als er angegriffen wird, schlägt er Clifford mit einem Stein nieder. Nachdem Andrew geflohen ist, erfährt er von Margarets Verlobung und trifft sich mit Gregor. Um seinen Vater zu befreien, entwickelt er den Plan Gills zu entführen.
Von diesem erfährt er, dass Johan schon tot sei, doch glaubt er ihm nicht und schreibt dennoch einen Erpresserbrief an Thomas, woraufhin Margaret ihn in seinem Versteck besucht.
Währenddessen soll Charles ein weiteres Opfer „der Selenpest“ werden, doch kann er vor Aron Boggis fliehen. Daraufhin hat Gregor vor, Aron zu töten, wird stattdessen aber selber zum Opfer.
Margaret fängt an sich gegen ihren Vater zu wehren.
Am Ende verhilft Thomas Andrew und Margaret Zuflucht im Asylum Whitefairs zu finden.
Aron wird verhaftet und gesteht die Morde. Und auch Clifford darf nicht mehr unterrichten.

## Personen

Personenkonstellation des Romans

### Andrew Whisper
Andrew ist Schüler am „New Inn“, einer Rechtsschule in London. Dies kann er sich nur leisten, weil er sehr klug ist und so ein Stipendium erlangt hat, welches ihm kostenlosen Aufenthalt ermöglicht. Normalerweise könnte er sich dies nicht leisten, da sein Vater ein Trinker ist und kein Geld verdient. Andrews engste Freunde sind Gregor, Search und Charles, zudem ist er in Margaret verliebt und will sie später heiraten. Auch wenn Margarets Vater, der Unterschatzkanzler des Königs, dies nicht billigt. Andrew stellt sich oft Fragen über Gott und diskutiert über dieses Thema häufig mit Margaret. Um sich ein paar Pennys Taschengeld zu verdienen, arbeitet er in der Arena.

### Margaret Morland
Margaret Morland ist die Tochter des Unterschatzkanzlers Sir Thomas Morland. Sie ist ein hübsches, junges Mädchen und die Freundin von Andrew Whisper, einem Schüler des New Inn in London. Unterrichtet wird sie von ihrem Vater. Außerdem möchte er sie mit William Gills, seinem Anwalt, verheiraten. Deshalb möchte sie mit ihrem Freund Andrew fliehen. Sie ist sehr gläubig, dies erkennt man daran, dass sie, als sie von ihrem Vater eingeschlossen wird, sehr viel zu Gott betet. Trotz aller Vorkommnisse hält sie zu Andrew und stellt sich gegen ihren Vater, was sieht man deutlich, als sie sich gegen ihn wehrt.

### Sir Thomas Morland
Sir Thomas Morland ist groß und hat starke, strenge Gesichtszüge. Als Ritter und Unterschatzkanzler des Königs ist er mächtig und sehr einflussreich, muss aber viel arbeiten. Morland wird als schlauer Fuchs, aber auch als Feigling bezeichnet. Zu Anfang wird Sir Thomas Morland als tolerant dargestellt, in Wirklichkeit ist er intolerant, brutal und gewalttätig. In seinem Haus Old Barge, das einen großen Garten zur Selbstversorgung hat, lebt er mit seiner zweiten Frau Lady Alice, seinen Kindern, dem Hausnarr und seinem Anwalt, dies zeigt, dass er sehr wohlhabend ist. Er ist gegen die Beziehung seiner Tochter Magaret und Andrew Whisper.

### Lady Alice Morland
Die sehr wichtige Nebenperson Lady Alice, welche als Anlaufperson der ganzen Familie Morland gilt, ist ca. 40 Jahre alt und besitzt ein spitzes Kinn, ist die Stiefmutter von Margaret und die zweite Frau von Sir Thomas Morland. Sie verhält sich anderen Personen gegenüber nett und sehr hilfsbereit, das sieht man daran, dass sie den ganzen Haushalt der Morlands alleine macht und fast als Oberhaupt der Familie gesehen wird. Als kleines Kind hatte sie einen Unfall, wodurch sie ein Auge verloren hat, deshalb trägt sie ein Glasauge. Sie wirkt durch ihr Auftreten sehr männlich.

### Präzeptor Clifford
Präzeptor Clifford ist im Buch eine wichtige Nebenperson. Er ist Lehrer am „New Inn“ und geht streng mit den Schülern um, von denen er gefürchtet und respektiert wird. Er ist gläubig, aber spricht seine Zweifel vor der Klasse offen aus. Oft stellt er seinen Schülern Glaubensfragen oder bestraft sie ohne Grund. Im Verlaufe des Romans fühlen sich seine Schüler immer mehr bedroht und spüren, dass er etwas mit der „Seelenpest“ zu tun hat. Unter anderem versucht er deswegen, Andrew in eine Falle zu locken, um ihn zu töten.

## Textausgabe
- Jürgen Seidel: Das Geheimnis um die Seelenpest. Beltz, 2006, ISBN 3-407-78957-2.